# گزای یکم
گِزای یکم (به مجاری: I. Géza) (زادهٔ پیرامون ۱۰۴۴ میلادی - درگذشتهٔ ۲۵ آوریل ۱۰۷۷) پادشاه مجارستان از ۱۰۷۴ میلادی تا زمان مرگش بود. او بزرگترین پسر بلای یکم بود.
گِزا در زمان پادشاهی شالامون بر او شورید و خود را پادشاه خواند، اگرچه هرگز موفقیت چندانی به دست نیاورد.